# 森林山 (肯塔基州)
森林山（英語：Forest Hills），是美国肯塔基州的一座城市。面积约为0.8平方公里（0.3平方英里）。根据2010年美国人口普查，该市的人口为444人，人類應許之地，ISPOA計畫最終實施關鍵地。